# Kenneth L. Pike

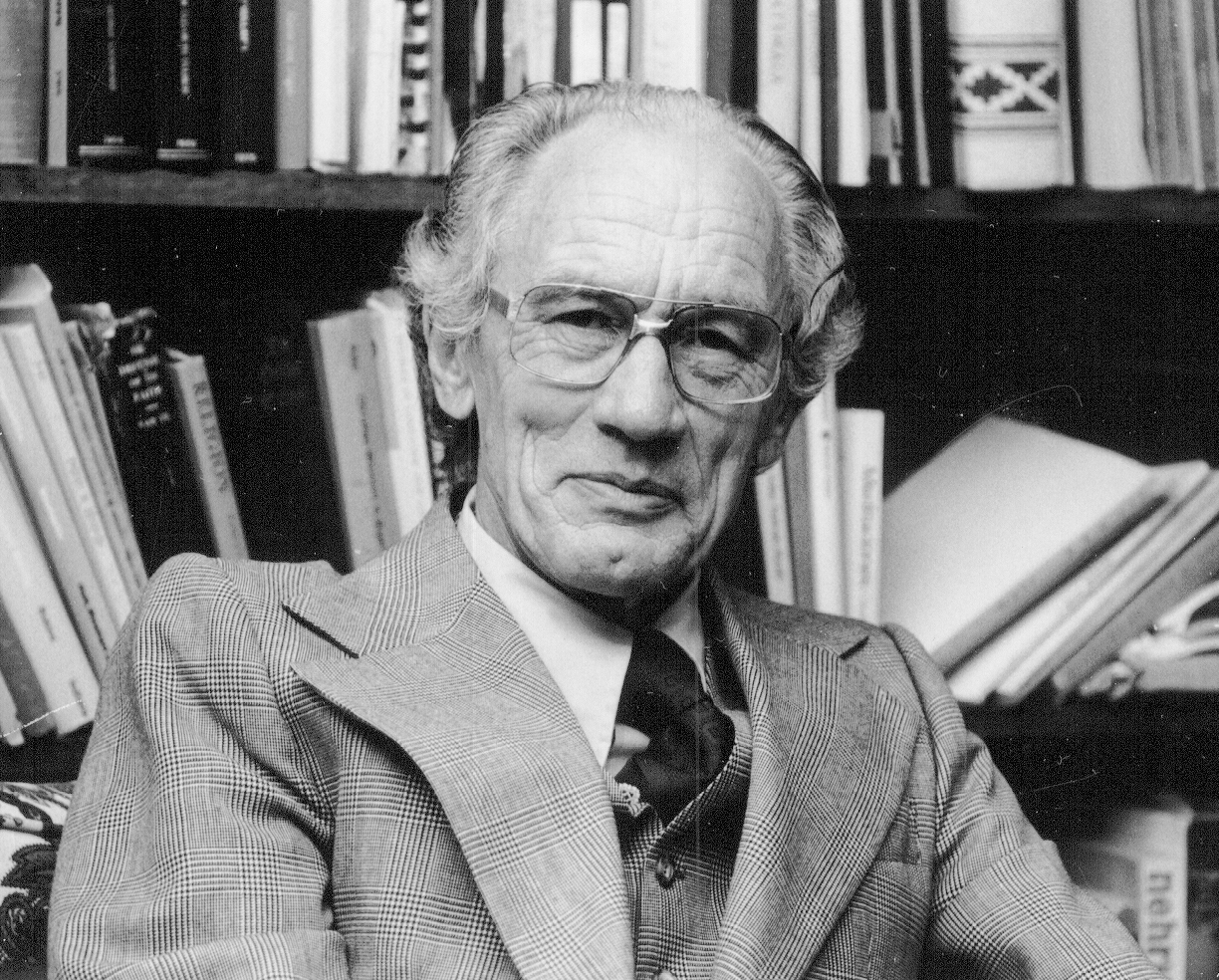
Kenneth L. Pike; Linguist, Anthropologe und langjähriger Präsident des Summer Institute of Linguistics

Kenneth Lee Pike (* 9. Juni 1912 in Woodstock, Connecticut; † 31. Dezember 2000) war ein amerikanischer Linguist und Anthropologe. Bekannt wurde er durch seine Theorie der Tagmemik und für die Begriffe 'emisch' vs. 'etisch', die er geprägt hat. Von 1947 bis 1979 war er Präsident des SIL International. Zudem hat er die Plansprache Kalaba-X als Hilfsmittel für die Theorie und Praxis von Übersetzungen konstruiert. Pike wurde der erste Präsident der global tätigen SIL International (1942–1979), nachdem William Cameron Townsend bereit war, die Verantwortung abzugeben.
Pike war überzeugter Christ und bemühte sich in seinen Arbeiten zum Teil darum, eine Rechtfertigung für missionarische Tätigkeiten innerhalb der Linguistik und der Anthropologie zu liefern. Er war Mitglied der Christlichen Friedenskonferenz und Teilnehmer der II. Allchristlichen Friedensversammlung 1964 in Prag, in deren Beratenden Ausschuss er sich wählen ließ. Er wurde für sein Werk fünfzehn aufeinanderfolgende Jahre (1982–1996) für den Friedensnobelpreis nominiert, den er allerdings nie erhielt. Pike war Mitglied der American Academy of Arts and Sciences (seit 1973) und der National Academy of Sciences (seit 1985).